# Ceratocaryum pulchrum
Ceratocaryum pulchrum är en gräsväxtart som beskrevs av Hans Peter Linder. Ceratocaryum pulchrum ingår i släktet Ceratocaryum och familjen Restionaceae. Inga underarter finns listade i Catalogue of Life.